# Pilina
Pilina – białko budujące pilusy płciowe (rodzaj fimbrii), struktury wchodzące w skład budowy komórki bakteryjnej.